# Lube

Logo zespołu

Lube (ros. Любэ) – rosyjski zespół rockowy.

## Historia i charakterystyka twórczości
Charakterystycznym wyróżnikiem grupy jest łączenie muzyki gitar elektrycznych z elementami rosyjskiego folkloru. W swojej twórczości muzycy grupy wykorzystują też elementy piosenki autorskiej i rosyjskiego szansona. Wyróżniającą się w karierze zespołu jest powszechnie uważana za pieśń ludową piosenka „Koń”; nagranie bez akompaniamentu muzycznego z partią chóru. Po wydaniu albumu Зона Любэ (Zona Lube, 1994) piosenka ta stała się wielkim przebojem.
Swoje pierwsze piosenki Lube zarejestrował 14 stycznia 1989. Nazwę zespołu łączy się z miastem Lubiercy pod Moskwą i młodzieżową subkulturą Lubierów rozwijającą się w podmoskiewskich miejscowościach w drugiej połowie lat 80. XX wieku.
Utwory śpiewane przez zespół mają często charakter patriotyczny. Opowiadają o pięknie i wielkości Rosji, o wojnach, zarówno o tzw. „wojnie ojczyźnianej” jak i współczesnych konfliktach zbrojnych. Pojawiają się w nich często odniesienia do różnych formacji wojsk rosyjskich, w tym jednostek specjalnych jak Specnaz. Jednym ze znanych utworów zespołu jest rockowe wykonanie hymnu Rosji. Na koncertach członkowie zespołu występują często w mundurach, nierzadko śpiewają w towarzystwie chórów wojsk różnych formacji, w tym Chóru Aleksandrowa. 
Założycielem zespołu jest poeta i kompozytor Igor Matwijenko, zaś wokalistą i frontmanem – pochodzący z Lubierców Nikołaj Rastorgujew. Tekstów dla grupy użycza rosyjski poeta i pieśniarz Aleksandr Szaganow. 
Pierwszy koncert Lube w Polsce odbył się 9 grudnia 2007 roku w warszawskiej Sali Kongresowej.
11 lipca 2009 roku zespół wystąpił wraz z innymi gwiazdami rosyjskiej piosenki (m.in. Lew Leszczenko, Valeria) podczas Festiwalu Piosenki Rosyjskiej w Zielonej Górze.
Lube jest ulubionym zespołem muzycznym prezydenta Rosji Władimira Putina.

## Dyskografia

### Albumy studyjne
- Атас / Atas (1990)
- Кто сказал, что мы плохо жили..? / Kto skazał, szto my płocho żyli..? (1992)
- Зона Любэ / Zona Lube (1994)
- Комбат / Kombat (1996)
- Песни о людях / Piesni o ludiach (1997)
- Полустаночки / Połustanoczki (2000)
- Давай за... / Dawaj za... (2002)
- Рассея / Rassieja (2005)
- Свои / Swoi (2009)
- За тебя, Родина-мать! / Za tiebia, Rodina-mat'! (2015)

### Albumy koncertowe
- Koнцepтнaя пpoгpaммa „Песни о людях” / Konciertnaja programma „Piesni o ljudjach” (1998)
- Юбилей. Лyчшиe песни /Jubiliej. Łuczszije piesni (2002)
- B Paccии (2007) / W Rassiji (2007)

### Albumy kompilacyjne
- Лyчшиe песни. Лyчшиe гoды / Łuczszyje piesni. Luczszyje gody (1994)
- Собрание сочинений / Sobranije soczynienij (1997)
- Собрание сочинений. Toм 2 /Sobranije soczynienij. Tom 2  (2001)
- Ребята нашего полка / Riebiata naszego połka (Guys of our Regiment) (2004)
- Собрание сочинений Toм 3 /Sobranije soczynienij. Tom 3 (2008)
- Hoвaя кoллeкция. Лyчшиe песни -  Чacть 1  / Nowaja kollekcija. Łuczszyje piesni - Czast' 1 (2008)
- Hoвaя кoллeкция. Лyчшиe песни -  Чacть 2  / Nowaja kollekcija. Łuczszyje piesni - Czast' 2 (2008)
- Grand Collection (2008)
- Hoвoe и лyчшee. Star Hit-Звeздиaя кoллeкция / Nowoje i łuczszeje. Star Hit-Zwiezdnaja kollekcija (2010)
- Лyчшиe песни 1989-2012 (3 CD) / Łuczszyje piesni 1989-2012 (2012)
- 55 (2012)
- Лyчшиe песни 1989-2015 (3 CD, пеpeиздaниe+) / Łuczszyje piesni 1989-2015 (3 CD reedycja) (2015)